# 内田啓介
内田啓介（うちだ けいすけ、1992年2月22日 - ）は、ラグビーユニオンの元選手。現在ジャパンラグビーリーグワン埼玉パナソニックワイルドナイツのアシスタント広報を務めている。

## プロフィール
- 滋賀県出身[1]。
- ポジションはスクラムハーフ(SH)。
- 身長 179cm、体重 86kg
- 日本代表通算キャップ数は22。[2]
- ニックネームは『ウッチー』[3]。

## 略歴
小学2年生からラグビーを始めた。
2010年、伏見工業高校卒業後、筑波大学に入学した。なお伏見工業高校時代に2009年度高校日本代表に選ばれたことがある。
2012年4月28日に行われたアジア5カ国対抗カザフスタン戦で日本代表初キャップを獲得した。
2013年、筑波大学ラグビー部の主将に就任した。
2014年、筑波大学卒業後にパナソニック ワイルドナイツ(現・埼玉パナソニックワイルドナイツ)へ加入。同年の8月22日に行われたジャパンラグビートップリーグ第1節の東芝ブレイブルーパス戦で途中出場ながら公式戦初出場を果たす。
2015年、ラグビーワールドカップ2015のバックアップメンバーに選出された。
2016年12月にはスーパーラグビーサンウルブズの2017年スコッドに入った。
2019年、タスマンに加入。
2023年12月23日、リーグワン2023-24シーズン途中、公式戦100試合出場を試合会場で表彰される。その場で、当季かぎりの引退を発表した。
2024年5月26日、リーグワン2023-24シーズン決勝戦への出場を最後に、引退した。同年7月10日、埼玉ワイルドナイツのアシスタント広報に就任。